# Stargazy pie
Le stargazy pie (« tourte regarde-étoile ») est un mets des Cornouailles préparé à l'aide de sardines, d'œufs et de pommes de terre et recouvert d'une croûte en pâte. Bien qu'on en connaisse quelques variantes selon les poissons utilisés, la particularité unique de cette tourte est que les têtes des poissons (et parfois les queues) pointent à travers la croûte, comme si elles fixaient les étoiles. Cela permet aux matières grasses de refluer dans la pâte lors de la cuisson.
On considère que l'origine de ce plat se trouve dans le village de Mousehole en Cornouailles où on le consomme traditionnellement lors de la fête de Tom Bawcock's Eve pour célébrer la pêche héroïque de Tom Bawcock lors d'une tempête d'hiver. Selon la fête moderne, conjuguée avec les illuminations du village de Mousehole, la totalité de la pêche a été cuisinée en une énorme tourte comprenant sept sortes de poissons et a permis de sauver le village de la famine.
Il est prouvé que cette fête remonte à des temps très anciens, à l'époque pré-chrétienne. L'histoire de Bawcock a été popularisée dans un livre pour enfants d'Antonia Barber, The Mousehole Cat (Le Chat de Mousehole), qui illustrait le stargazy pie.
En 2007, Mark Hix, concurrent du Great British Menu, compétition culinaire de la BBC, a remporté l'épreuve en cuisinant une variante de ce plat.

## Recette

### Ingrédients
Ce mets nécessite 2 cercles de pâte brisée (environ 200 à 250 g de pâte en 2 morceaux) ; 8 grosses sardines ou pilchards ; 180 g de mie de pain complet ; un petit oignon haché ; 4 c. à soupe de crème liquide ; 3 œufs durs écrasés ; 1 c. à café de clou de girofle moulu ; 1 c. à soupe de coriandre ; 1 c. à soupe de cumin en poudre ; sel et poivre et 1 œuf battu.

### Préparation
Grattez les sardines, videz-les, ouvrez-les en conservant la tête et la queue ; chauffez le four à 250°. Bien mélanger tous les ingrédients (sauf les poissons) pour faire la farce et pensez à assaisonner. Graissez le moule et foncez le moule avec la première portion de pâte. Positionnez les sardines comme les rayons d'une roue. Versez la farce en ayant soin de laisser les têtes des poissons découvertes. Couvrez avec la seconde pâte en la perçant pour permettre aux têtes d'en sortir. Roulez la pâte sur les bords pour bien fermer. Enduisez-la avec l’œuf battu. Faites cuire au four pendant 15 minutes puis réduisez la température à 200° jusqu'à obtenir une croûte bien dorée.